# Estación de Cascaes
La Estación Ferroviaria de Cascaes es la estación terminal de la Línea de Cascaes, que sirve a la villa de Cascaes, en el Distrito de Lisboa, en Portugal.

## Descripción

### Localización y accesos
Esta plataforma se encuentra junto a la travesía de la Estación, en la localidad de Cascaes.

### Vías y plataformas
En enero de 2011, contaba con cinco vías de circulación, que presentaban 87 a 124 metros de longitud; las plataformas tenían todas 110 centímetros de altura, y tenían 106 a 142 metros de extensión.

## Historia

### Construcción e inauguración
La Compañía Real de los Caminhos de Ferro Portugueses fue autorizada, por un contrato de 5 de mayo de 1860, y por una circular del 9 de abril de 1887, a proceder a la construcción y explotación de una unión ferroviaria, entre la Estación de Santa Apolónia, en Lisboa, y Cascaes; la primera parte, entre Cascaes y Pedrouços, entró en servicio el 30 de  septiembre de 1889.